# Larabicus
Larabicus és un gènere de peixos de la família dels làbrids i de l'ordre dels perciformes.
Comprèn una sola espècie:
- Larabicus quadrilineatus (Rüppell, 1835)[2][3][4]